# Гном Sigma
Гном 7 Sigma (также известен как Гном 60 л. с. или Гном-60) - французский 7-цилиндровый авиационный поршневой ротативный двигатель воздушного охлаждения. Первый серийный авиационный двигатель в России. Разработан в 1912 году компанией Гном, серийный выпуск был начат в 1913 году.

## Описание
Являлся модификацией Гном Omega с увеличенным до 120 мм диаметром цилиндров. Первый серийный авиационный двигатель в России, однако поначалу у российских, как и у других, производителей самолётов популярностью не пользовался из-за небольшого отличия по мощности от чрезвычайно популярного Гном Omega. Одно из немногих упоминаний в истории авиации про этот двигатель связано с тем, что на самолёте Моран-Сольнье тип G с таким двигателем Ролан Гаррос 23 сентября 1913 года впервые в истории пересёк по воздуху Средиземное море. Однако среди других ротативных двигателей он отличался надёжностью и экономичностью, поэтому с началом Первой мировой войны его выпуск увеличился. В 1913 году всего их было выпущено 15, в 1914 году - 100, а в 1915 году - 600 экземпляров.

## Применение
- Morane-Saulnier Type G
- Morane-Saulnier Type H
- Nieuport 10
- Сикорский С-5А